# دوريس روجرز
دوريس روجرز (بالإنجليزية: Doris Rogers)‏ هي فنانة غيانية، ولدت في 21 نوفمبر 1929، وتوفيت في 22 سبتمبر 2016.